# 카를로스 삼브라노
카를로스 아우구스토 삼브라노 오칸다르테(Carlos Augusto Zambrano Ochandarte, 1989년 7월 10일 ~ )는 페루의 축구 선수이다. 현재 소속팀은 알리안사 리마이며 포지션은 센터백이다.